# Nicolaus Vetter
Nicolaus Vetter (Herschdorf, 30 oktober 1666 - Rudolstadt, 13 juni 1734) was een Duitse organist en componist. 
In 1681 kreeg Vetter in Neurenberg muziekles van Georg Caspar Wecker, die hem onderwees in het klavier en het orgel. Hierna volgde van 1683 tot 1688 een opleiding aan het Gymnasium van Rudolstadt.
In 1688 volgde Vetter muzieklessen bij Johann Pachelbel in Erfurt. In 1690 kreeg Pachelbel een aanstelling in Stuttgart, waarna Vetter hem op 24-jarige leeftijd kan opvolgen als organist van de Predigerkirche.
In 1691 ging Vetter aan de slag als hoforganist in Rudolstadt. Een van zijn leerlingen hier was Johann Caspar Vogler. Vetter kreeg in Rudolstadt tevens een baan als grafelijk Advocatus ordinarius en kerkprocurator.
Als componist was Vetter sterk beïnvloed door zijn leermeester Pachelbel. Het waren vooral Vetters koraalbewerkingen die door zijn tijdgenoten werden gewaardeerd. Het werk voor koor en orkest Zum frohen Empfang Grossherzogs Carl Fürsten Primas is samen met een deel van zijn vrije orgelwerken verloren gegaan tijdens de verwoestingen van de Tweede Wereldoorlog.